# Orchesterpedal
Als Orchesterpedal bezeichnet man bisweilen ein besonderes Phänomen der rhythmischen Gestaltung von (begleitenden) Figuren innerhalb klassischer Musik für Orchester. Durch die Setzung mehrerer unterschiedlicher rhythmischer Figuren übereinander lässt sich auch mit dem Orchester ein Effekt erzielen, der dem der Dämpfungsaufhebung des Klavierpedals ähnelt.

## Begriff
Der Begriff des „Orchesterpedals“ ist kein offizieller, in der Geschichte der Instrumentation früh auftauchender und spezifischen Wandlungen des Verstehens unterworfener Terminus.

## Geschichte und Technik
Aufgrund des „inoffiziellen“ Daseins dieses Begriffs lässt sich auch nur schwer von einem „Entstehungszeitpunkt“ der praktischen Anwendung des Orchesterpedals sprechen. Allerdings dürfte unumstritten sein, dass die Art und Weise, das Orchesterpedal einzusetzen, von der Praxis des Gebrauchs des Forte-Pedals am Klavier, das die Dämpfung der Saiten aufhebt, abgeleitet ist. Von den Eindrücken des abendlichen Klavierspiels Robert Schumanns, der viele Jahre zunächst fast ausschließlich Werke für Klavier schuf, berichtete der Publizist Alfred Dörffel wie folgt: „Es klang immer, als sei das Pedal halb niedergetreten, so schwammen die Figuren ineinander. Aber die Melodie hob sich weich heraus, echt dämmernd.“ In seinem Buch über die erste Symphonie Robert Schumanns in B-Dur op. 38 vermutet der Musikwissenschaftler Norbert J. Schneider, dass eine solche Klangvorstellung Schumann bei der rhythmischen Aufteilung der Begleitfiguren im zweiten Satz der Symphonie (Larghetto) vorgeschwebt haben mag. Zu Beginn des dritten Teils dieses Satzes (ab. T. 78) setzt Schumann verschiedene Begleitfiguren in unterschiedlichen Rhythmen übereinander, wodurch ein „klavierpedalähnliches“ Verschwimmen des Klangbildes entsteht.
Meist bezweckte man (wie auch Wagner in dem Vorspiel seines „Parsifal“) damit, eine warme Klangfarbe zu erzielen, die vor allem in der Musik des 19. Jahrhunderts häufig dazu diente, die Hörqualität der jeweils umspielten Melodie zu steigern.
Im 20. Jahrhundert wurde der Einsatz des Orchesterpedals gewissermaßen von seinem ursprünglichen Gebrauch gelöst und – im Zuge der paradigmatischen Emanzipation der Klangfarbe durch Komponisten wie György Ligeti – zu einem Prinzip synästhetischen Komponierens.
Vereinzelt werden Instrumente (wie Horn oder Kontrabass) schlichtweg als „Orchesterpedal“ bezeichnet, was daran liegen mag, dass sie in vielen Werken klassischer Musik häufig längere Haltetöne spielen. Diese Interpretation des Begriffes greift jedoch zu kurz, weil es nicht die beschriebene kompositorische Besonderheit in einigen klassischen Werken widerspiegelt.